# 서울 우리카드 우리WON
서울 우리카드 우리WON 배구단(Seoul Wooricard Woori WON Pro Volleyball Club)은 KOVO에 속한 서울특별시 연고의 대한민국의 프로 배구단이다.

## 역사

### 전신
이동호 전 KOVO 총재의 서울 연고 배구단 창단 공약에 따라 2009년 1월 대한민국 프로배구 제6구단으로 창단하였다. 이는 1995년 대전 삼성화재 블루팡스 창단 이후 13년 만의 일이다. 초대 감독으로 김남성 전 명지대학교 감독이 2008년 취임하여 2008 - 2009 시즌에 번외 형식으로 시범 경기를 가졌다.
2009 - 2010 시즌 시작 전 2009년 7월 15일 공식 창단식을 갖고 팀을 출범시켜 프로 리그에 정식 출전을 시작했다. 홈 구장은 장충체육관이다. 2009 - 2010 시즌 후 김남성 감독이 사임하고 수석코치 박희상이 감독 대행을 거쳐 감독직을 이어받았으나 KOVO컵 대회 도중 팀 내분으로 선수들이 보이콧을 요구하였던 사건이 발생해 사임하였다. 2012 - 2013 시즌에 이어 2013 - 2014 시즌 장충체육관 리모델링 공사 연장으로 인해 한해 더 임시로 연고지를 옮겨 충청남도 아산시 풍기동에 위치한 아산이순신빙상장실내체육관을 홈 구장으로 사용했다. 공교롭게 아산이순신빙상장실내체육관은 계열사인 아산 우리은행 위비 여자프로농구단이 2016 시즌부터 홈구장으로 사용한다.

### 우리카드 배구단 창단
우리금융그룹은 2013년 서울 러시앤캐시 드림식스를 인수하였고 신설하는 우리카드에 운영권을 넘긴다. 2013년 4월 창단 승인을 받고 2013년 8월 창단을 완료하였다.

### 배구단 운영 포기 선언
우리금융그룹 회장(우리은행장)이 이팔성에서 이순우로 바뀌면서 문제가 복잡해졌다. 2015년 3월 31일, 우리카드가 결국 2년 만에 남자프로배구단 운영에서 손을 뗀다. 한국배구연맹(KOVO)은 새 주인을 찾을 때까지 우리카드를 위탁관리하기로 하고 5월 말까지 운영 방안을 마련하기로 했으며, KOVO는 올 시즌이 모두 끝난 뒤인 4월 6일 우리카드를 회원사에서 임의 탈퇴시키기로 했다. 그리고 인수기업이 나타날 때까지 KOVO 위탁관리 체제로 운영한다.
이와 함께 우리카드는 이사회에서 팀의 주축 선수이자 상무에서 군 복무 중이던 센터 신영석을 천안 현대캐피탈 스카이워커스에 현금 트레이드하며 받은 돈으로 구단 운영비를 충당하였다고 발표하여 배구인들로부터 비난을 받았다.

### 배구단 계속 운영과 연고지 이전
하지만 운영 포기 선언을 한 지 얼마 되지 않아 2015년 4월 3일 우리카드는 한국배구연맹(KOVO)에 "배구단을 계속 운영하겠다"라는 의사를 공식적으로 전달했다. 이로써 오랜 시간을 끌었던 우리카드 사태는 해결 국면으로 접어들었다. 우리카드는 KOVO를 통해 "우리카드는 우리금융그룹의 민영화 추진과정에서 배구단 운영이 어려운 상황이지만 심층적인 내부 검토를 거쳐 배구 팬들의 사랑과 지난 두 시즌 동안 보여준 우리카드 선수들의 헌신에 부응하고자 임의탈퇴를 철회하기로 전격 결정했다" 고 밝혔다. 그리고 연고지도 서울특별시로 복귀하여 새 마음으로 시작한다. 우리카드는 인수 당시 서울특별시 연고권 명목으로 20억 원을 지불했으므로, 복귀에 문제가 없다. 이로써 KOVO는 "오는 6일자로 우리카드를 회원사에서 임의탈퇴하려던 결정을 철회한다"고 3일 발표했다. 그리고 KOVO는 "임의탈퇴 철회를 계기로 우리카드 배구단이 서울 장충체육관을 연고로 서울 팬들에게 당당한 모습을 보여주며 우리카드 배구단이 명문구단으로 도약할 수 있도록 연맹차원에서 적극적인 협조와 지원을 하기로 했다"고 덧붙였다.
이후 성균관대학교 배구부의 김상우 감독을 새 감독으로 맞이하였다. 연습체육관은 인천 아시안게임 배구 경기장이었던 송림체육관을 사용한다.
7월 청주 KOVO컵대회에서 탈락할 것이라는 예상을 깨고 B조 2위로 준결승에서 구미 KB손해보험 스타즈를 누르고 결승전에 올라 안산 OK저축은행 러시앤캐시를 3:1로 누르고 우리캐피탈로 창단한 이후 첫 우승을 차지하였다. 하지만 KOVO컵 우승에도 불구하고 정규시즌에서는 국내 선수들의 부진과 외국인 선수의 부상이 겹치면서 7승 29패의 좋지 못한 성적을 기록하며 최하위로 시즌을 마감하였다.
2016-2017 시즌을 앞두고 여자부와 마찬가지로 남자부 또한 자유계약에서 트라이아웃 공개 선발 제도로 외국인 선수 선발 방식이 바뀌면서 트라이아웃 선발을 통해 헝가리 출신의 크리스티안 파다르를 새 외국인 선수로 영입하였다. 2016년에 8월 30일, 팀명을 기존의 서울 우리카드 한새에서 서울 우리카드 위비로 변경하였는데, 우리카드의 '위비' 브랜드 홍보 강화 및 모기업 우리은행 위비 농구단과 이미지 통일을 위해 구단명을 변경하였다.

### 현재
우리카드는 2021년 9월 17일에 "서울 우리카드 위비 프로배구단이 서울 우리카드 우리WON 프로배구단으로 새롭게 태어나 2021-22시즌을 맞이한다"고 밝혔다. 이어서 “프로배구 강자로 자리매김한 배구단 구단명 변경을 통해 우리금융그룹 대표 디지털 브랜드 'WON' 홍보 강화 및 그룹 스포츠단 이미지 통일성을 담아내고자 했다”고 밝혔다. 또한 구단명 변경에 따라 엠블럼도 변경하였는데 단단한 방패를 모티브로 하여, 배구계의 강자로서 경쟁자의 도전을 막아내는 구단의 강력함을 상징하며, 방패의 모습과 날렵한 "WON" 로고로 배구의 역동성과 파워를 표현했다.

### 구단명칭 역사
- 2008년 ~ 2010년 : 서울 우리캐피탈 드림식스
- 2011년 ~ 2012년 : 서울 드림식스
- 2012년 ~ 2013년 : 서울 러시앤캐시 드림식스
- 2013년 ~ 2015년 : 아산 우리카드 한새
- 2015년 ~ 2016년 : 서울 우리카드 한새
- 2016년 ~ 2021년 : 서울 우리카드 위비
- 2021년 ~ 현재 : 서울 우리카드 우리WON

## 통산 기록
| 서울 우리카드 우리WON | 서울 우리카드 우리WON | 서울 우리카드 우리WON | 서울 우리카드 우리WON | 서울 우리카드 우리WON | 서울 우리카드 우리WON | 서울 우리카드 우리WON | 서울 우리카드 우리WON                                       |
| 시즌                  | 정규 순위             | 포스트 시즌           | 경기수                | 승                    | 패                    | 승점                  |                                                             |
| --------------------- | --------------------- | --------------------- | --------------------- | --------------------- | --------------------- | --------------------- | ----------------------------------------------------------- |
| 2009-10               | 5                     | 진출 실패             | 36                    | 10                    | 26                    | -                     |                                                             |
| 2010-11               | 6                     | 진출 실패             | 30                    | 10                    | 20                    | -                     |                                                             |
| 2011-12               | 5                     | 진출 실패             | 36                    | 15                    | 21                    | 49                    |                                                             |
| 2012-13               | 4                     | 진출 실패             | 30                    | 16                    | 14                    | 47                    |                                                             |
| 2013-14               | 4                     | 진출 실패             | 30                    | 15                    | 15                    | 43                    |                                                             |
| 2014-15               | 7                     | 진출 실패             | 36                    | 3                     | 33                    | 15                    |                                                             |
| 2015-16               | 7                     | 진출 실패             | 36                    | 7                     | 29                    | 21                    |                                                             |
| 2016-17               | 5                     | 진출 실패             | 36                    | 17                    | 19                    | 55                    |                                                             |
| 2017-18               | 6                     | 진출 실패             | 36                    | 14                    | 22                    | 46                    |                                                             |
| 2018-19               | 3                     | 플레이오프            | 36                    | 20                    | 16                    | 62                    |                                                             |
| 2019-20               | 1                     | 미진행                | 32                    | 25                    | 7                     | 69                    | 코로나 19 확산으로 인해 포스트시즌 미개최 및 리그 조기 종료 |
| 2020-21               | 2                     | 준우승                | 36                    | 23                    | 13                    | 67                    |                                                             |
| 2021-22               | 3                     | 준플레이오프          | 36                    | 17                    | 19                    | 59                    |                                                             |
| 2022-23               | 3                     | 준플레이오프          | 36                    | 19                    | 17                    | 56                    |                                                             |
| 2023-24               |                       |                       |                       |                       |                       |                       |                                                             |

## 사건·사고 및 논란

### 해체 위기
JB우리캐피탈의 모기업인 대우자동차판매의 경영난으로 워크아웃에 들어가게 되면서 JB우리캐피탈은 전북은행에 인수되었는데, 전북은행이 드림식스 배구단 운영을 포기하면서 해체 위기를 겪게 되었다. KOVO는 2011년 9월 25일 각 구단 최고 책임자가 참석하는 이사회를 열어 드림식스 배구단을 2011-2012 정규 시즌에 참여시킬지, 아니면 해체 여부를 논의 한 결과 잠시 KOVO에서 관리하기로 하여 관리 구단이 되었다. 이동호 총재는 드림식스 배구단 매각 실패의 책임을 지고 총재직에서 사임하였다. 2012년에도 배구단을 매각하지 못해 표류 상태에 빠졌고, 러시앤캐시가 네이밍 스폰서를 맡은 이후에도 대전 삼성화재 블루팡스에 최귀엽과 민경환을 현금 트레이드하는 등 운영난을 보였다. 그 중 민경환은 트레이드된 후 대전 삼성화재 블루팡스에서 적응하지 못해 돌연 은퇴를 선언해 파장을 일으켰고, 이후 대전 삼성화재 블루팡스와 지명권을 맞교환하는 조건 하에 드림식스로 복귀하기로 합의했다. 2013년 3월 7일 서울특별시 중구 소공동 롯데호텔에서 열린 제9기 한국배구연맹 6차 이사회 및 임시 총회에서 우리금융그룹이 인수하기로 최종 결정되었다. 인수전에서 밀렸던 러시앤캐시는 그 해 새로운 팀인 '베스피드(VESPID)'를 창단한다. 이것은 우리카드가 배구단을 포기 직전까지 가다가 재운영하는데 가장 큰 힘이 되었다.

### 네이밍 스폰서 지원
한국배구연맹은 러시앤캐시가 2012년 8월 1일부터 2013년 7월 31일까지 네이밍 스폰서 형식으로 1년간 드림식스 배구단을 지원하기로 했다고 밝혔다. 드림식스는 러시앤캐시를 구단명으로 사용하는 조건으로 지원금 17억원을 받게 된다. 이로써 해체 위기에 놓였던 드림식스는 당분간 계속 팀을 유지할 수 있게 됐다.

### 연고지 이전
2011-2012 시즌을 앞두고 드림식스 배구단이 경기도 화성시로 이전한다는 소문이 들렸으나, 사실이 아닌 것으로 알려졌다. 이 관계자는 "2011-2012 시즌 장충체육관에서 경기를 치를 것이다"고 전했다. 그 대신 화성시를 연고로 하는 팀으로 여자부 화성 IBK기업은행 알토스가 창단되어 화성종합경기타운 내 실내체육관을 홈으로 쓰게 되었다. 2012년 장충체육관 리모델링으로 인해 연고지 이전이 현실화되어 2012-2013 시즌을 앞두고 충청남도 아산시로 연고지를 옮기게 되었다. 아산시에서는 드림식스 배구단을 위해 2012년 7월 13일에 새로 개관한 아산 이순신빙상장실내체육관을 무상으로 대관해 주기로 했다. 이웃 도시인 천안시 연고 팀 천안 현대캐피탈 스카이워커스와의 더비 구도를 형성하는 등 아산 시민들의 좋은 반응을 얻었다. 이에 우리금융그룹에서는 드림식스를 인수하면서 장충체육관으로 돌아가되, 아산 이순신빙상장실내체육관을 제 2홈구장으로 지정하여 일부 홈 경기를 아산시와 협의하여 개최 시기를 논의하기로 했다. 장충체육관의 리모델링 공사 기간이 늦춰지자 2013년 9월 23일 아산시와 한 번 더 연고지 협약을 체결하였다. 그리고 2015년 10월 15일 경기를 시작으로 장충체육관으로 돌아갔다. 하지만 아산 제2홈구장은 결국 성사되지 못하고 아산 우리은행 위비의 홈구장이 된다.

## 선수 명단
2023-24 시즌 선수 명단
세터
3.황승빈(데뷔:대한항공, 전 소속:삼성화재)
5.김광일
6.하승우
센터
17.장준호(데뷔:OK저축은행, 전 소속:한국전력)
7.최석기(데뷔:한국전력, 전 소속:대한항공, 한국전력)
20.이상현
11.김재휘(데뷔:현대캐피탈, 전 소속:KB손해보험)
레프트
18.김완종
10.나경복
12.송희채(데뷔:러시앤캐시, 전 소속:삼성화재)
16.정성규(데뷔:삼성화재, 전 소속:삼성화재)
라이트
1.이강원(데뷔:KB손해보험, 전 소속:삼성화재)
14. 레오 안드리치
리베로
4.장지원
9.김영준
군 입대 선수
.김동민(데뷔 및 전 소속:KB손해보험)
.이승원(데뷔 및 전 소속:삼성화재)

## 주요 선수
- 김광국
- 박진우
- 박상하
- 신으뜸

### 과거 주요 선수
- 블라도 페트코비치 (2009)
- 이강주 (2008-2013) - 현 안산 OK저축은행 러시앤캐시
- 신영석 (2008-2015) - 현 수원 한국전력 빅스톰
- 다미 바카레 (2012-2013)
- 군다스 셀리탄스 (2014-2015)
- 용동국 (2013-2016)

## 응원단
아나운서 : MC(이슈)이희승
응원단장 : 강훈
치어리더 : 나수린, 문혜진, 박세인, 원현정, 이미래, 이수빈, 이연경, 이진, 조원지, 최하윤

## 코칭 스태프 및 역대 감독 연혁

### 코칭 스태프
감독 마우리시오 파에스
코치 바다나라 시릴 옹 김재헌 하현용 박성률
트레이너 안일환 윤병재 류재연
매니저 이재준
통역 강인수
전력 분석관 김대욱

### 역대 감독 연혁
| 순번 | 재임 기간 | 이름              | 비고 |
| ---- | --------- | ----------------- | ---- |
| 1대  | 2008-2009 | 김남성            |      |
| 2대  | 2009-2012 | 박희상            |      |
| 3대  | 2012-2013 | 김호철            |      |
| 4대  | 2013-2015 | 강만수            |      |
| 대행 | 2015      | 양진웅            |      |
| 5대  | 2015~2018 | 김상우            |      |
| 6대  | 2018~2024 | 신영철            |      |
| 7대  | 2024~     | 마우리시오 파에스 |      |

## 역대 주요 성적
- V-리그
  - 우승 (0) :
  - 준우승 (1) :2020-21

- 컵대회
  - 우승 (1) : 2015
  - 준우승 (3) : 2011, 2013, 2014

## 같이 보기
- 아산 우리은행 우리WON